# Гуртильный станок
Гуртильный станок — механическое устройство, предназначенное для гурчения — нанесения на гурт готовой монеты орнамента, надписей или насечки. Изначально это требовалось для предотвращения срезания краёв монет, выполненных из драгоценных металлов.
Гуртильный станок начала XVII века состоял из двух стальных рельс с нанесённой на внутренние стороны насечкой. Монета прокатывалась между рельсами и таким образом на её ребро наносился орнамент. Для создания необходимого давления и перемещения монеты использовалась система роликов и зубчатых колёс, приводимых в движение кривошипной передачей.
В конце XVIII века гуртильные станки были заменены гуртильными машинами с кольцом, которые позволяли придавать гурту нужный рисунок непосредственно в процессе чеканки монеты.